# کار-رودیگر من
کار-رودیگر من (به انگلیسی: Karl-Rüdiger Mann) (زادهٔ ۲۴ مارس ۱۹۵۰) شناگر اهل آلمان است.